# Sosibia macera
Sosibia macera är en insektsart som beskrevs av Ludwig Redtenbacher 1908. Sosibia macera ingår i släktet Sosibia och familjen Diapheromeridae. Inga underarter finns listade i Catalogue of Life.